# Barbie: Ngựa bay thần kỳ
Barbie: Ngựa bay thần kỳ (tên gốc là: Barbie and the Magic of Pegasus 3D) là một bộ phim hoạt hình máy tính Barbie 2005 của đạo diễn Greg Richardson.

## Phân vai
- Kelly Sheridan - Công chúa Annika
- Lalainia Lindbjerg - Công chúa Brietta
- Mark Hildreth - Aidan
- Colin Murdock - Wenlock
- Kathleen Barr - Shiver / Nữ hoàng / Rayla, Nữ hoàng Mây
- Russell Roberts - Vua
- Chantal Strand - Rose
- Jessica Amlee - Blush
- Andrea Libman - Lilac
- John DeSantis - Người khổng lồ Ollie
- Brian Drummond - Ferris
- Stevie Vallance - Troll